# 馬達加斯加日守宮
馬達加斯加日守宮（學名：Phelsuma madagascariensis madagascariensis）是一種日行性動物的守宮，簡稱馬島日守宮，生活在馬達加斯加東海岸，主要棲息於雨林中，居住在樹上。馬達加斯加日守宮主要以昆蟲、水果和花蜜為食。

## 科學同義詞
```
   
Gekko madagascariensis
 Gray 1831
   
Phelsuma sarrube
 [Wiegmann 1834]
   
Phelsuma madagascariensis martensi
 Mertens 1962
   
Phelsuma madagascariensis
 - Glaw & Vences 1994: 290
```

## 外觀特徵

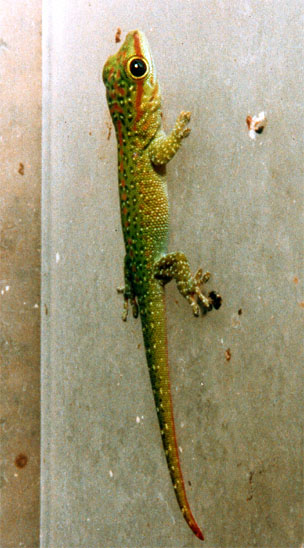
A juvenile

這種蜥蜴是最大的日行性守宮之一，可以達到約22 cm（8.7英寸）的總長度。身體顏色通常為淺綠色或藍綠色，鱗片之間的皮膚通常顏色較淺。從鼻孔到眼後有一條銹紅色的條紋。背部有棕色或紅磚色的斑點，可能沿著背部中線形成細線。這些守宮沒有眼瞼，擁有扁平的腳趾墊。
棲息地
P. m. madagascariensis 通常生活在森林邊緣的樹上。它們還棲息於馬達加斯加東海岸的當地小屋和香蕉樹上，因為那裡氣候潮濕溫暖。

## 飲食
這些日守宮以多種節肢動物（昆蟲和蛛形綱）為食，也吃一些水果（搗碎的）。它們還喜歡舔食堅硬、酸性的水果、花粉和花蜜。

## 行為
像大多數Phelsuma物種一樣，雄性可能非常好鬥，不容忍其他雄性在其附近。在人工飼養環境中，雌性無法逃離時，雄性有時也會嚴重傷害雌性。在這種情況下，必須將雄性和雌性分開。

## 繁殖
交配季節從11月到4月的第一周。此期間，雌性每次會產下多達6對卵。在28°C的溫度下，幼體大約在55天後孵化。幼體初生時長度約為55-60毫米。馬達加斯加日守宮進行交配儀式時，性成熟的雄性會靠近性成熟的雌性，用牙齒固定住它們。在求偶過程結束後，它們會互相舔食其肛門，並發出小聲音。

## 人工飼養和維護
這些動物應該單獨飼養，因為它們具有強烈的領地意識。雄性和雌性配對可以共存，但雄性通常會過度騷擾雌性。它們需要一個大而茂盛的玻璃箱。
溫度應保持在25至28°C之間。在暖區，溫度應該達到35-40°C。夜間濕度應保持在75-90%之間，白天則在60-80%之間。在人工飼養環境中，這些動物可以食用蟋蟀、蠟蛾幼蟲、果蠅、粉蟲和家蠅。新鮮的熱帶水果、蜂蜜和水果嬰兒食品有助於保持它們體內的水分。

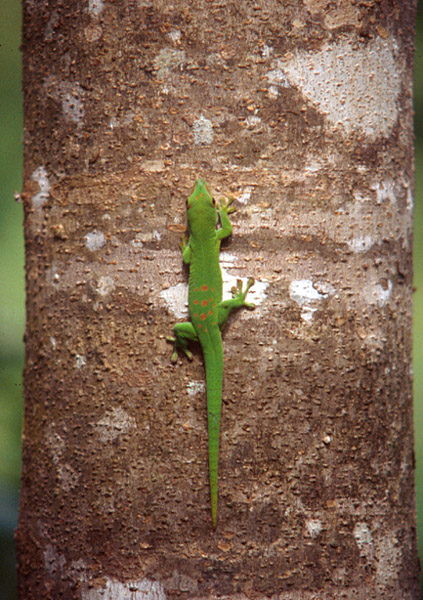
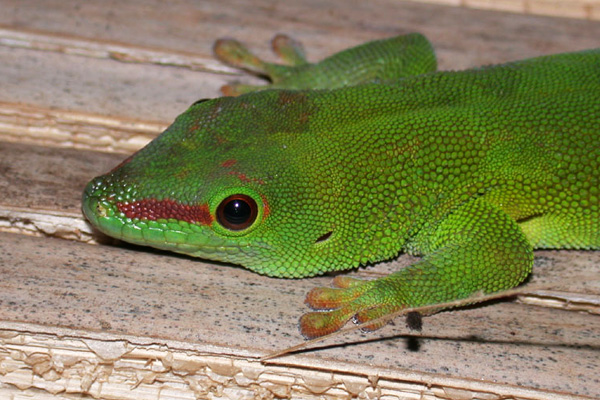
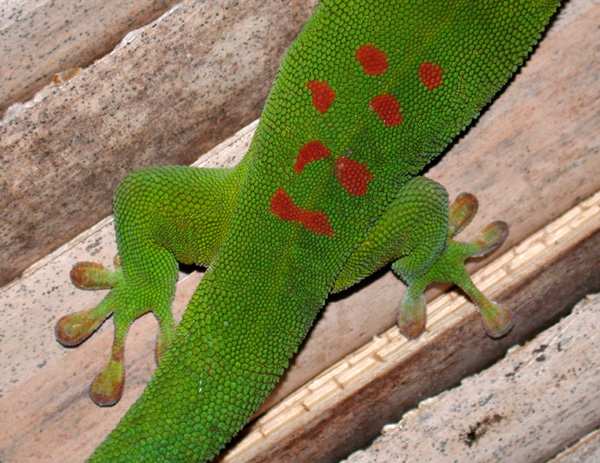

圖片集

### 腳註
1. ↑  Demeter, B. 1975. Observations on the care, breeding and behaviour of the Giant day gecko at the National Zoological Park, Washington. International zoo yearbook, 16/1: 130-133.

### 外部連結
- Henkel, F.-W. and W. Schmidt (1995) Amphibien und Reptilien Madagaskars, der Maskarenen, Seychellen und Komoren. Ulmer Stuttgart. ISBN 3-8001-7323-9
- McKeown, Sean (1993) The general care and maintenance of day geckos. Advanced Vivarium Systems, Lakeside CA.